# Composition des équipes féminines de hockey sur gazon aux Jeux olympiques d'été de 2020
Cet article montre les équipes de toutes les équipes participantes au tournoi féminin de hockey sur gazon aux Jeux olympiques d'été de 2020 à Tokyo.
Les âges et les sélections de chaque joueur sont mis à jour le 24 juillet 2021, le premier jour de l'édition.

## Groupe A

### Grande-Bretagne
La sélection finale a été annoncée le 17 juin 2021.
Entraîneur :  Mark Hager
| Numéro | Joueur                 | Date de naissance | Âge | Sélections |
| ------ | ---------------------- | ----------------- | --- | ---------- |
| 1      | Maddie Hinch (GB)      | 8 octobre 1988    | 32  | 158        |
| 4      | Laura Unsworth         | 8 mars 1988       | 33  | 276        |
| 5      | Sarah Evans            | 12 avril 1991     | 30  | 122        |
| 6      | Anna Toman             | 29 avril 1993     | 28  | 91         |
| 7      | Hannah Martin          | 30 décembre 1994  | 26  | 77         |
| 8      | Sarah Jones            | 25 juin 1990      | 30  | 129        |
| 9      | Susannah Townsend      | 28 juillet 1989   | 31  | 180        |
| 10     | Sarah Robertson        | 27 septembre 1993 | 27  | 158        |
| 13     | Elena Rayer            | 22 novembre 1996  | 24  | 58         |
| 16     | Isabelle Petter        | 27 juin 2000      | 20  | 33         |
| 17     | Leah Wilkinson         | 3 décembre 1986   | 34  | 182        |
| 18     | Giselle Ansley         | 31 mars 1992      | 29  | 165        |
| 20     | Hollie Pearne-Webb (C) | 19 septembre 1990 | 30  | 191        |
| 21     | Fiona Crackles         | 11 février 2000   | 21  | 13         |
| 24     | Shona McCallin         | 18 mai 1992       | 29  | 93         |
| 26     | Lily Owsley            | 10 décembre 1994  | 26  | 164        |
| 31     | Grace Balsdon          | 13 avril 1993     | 28  | 81         |
| 32     | Amy Costello           | 14 janvier 1998   | 23  | 88         |

### Pays-Bas
La sélection finale a été annoncée le 16 juin 2021. Le 8 juillet 2021, Ireen van den Assem déclare forfait en raison d'une blessure musculaire, elle est remplacée par Sanne Koolen.
Entraîneur :  Alyson Annan
| Numéro | Joueur             | Date de naissance | Âge | Sélections |
| ------ | ------------------ | ----------------- | --- | ---------- |
| 3      | Sanne Koolen       | 23 mars 1996      | 25  | 49         |
| 4      | Freeke Moes        | 29 novembre 1998  | 22  | 7          |
| 5      | Malou Pheninckx    | 24 juillet 1991   | 29  | 100        |
| 6      | Laurien Leurink    | 13 novembre 1994  | 26  | 113        |
| 7      | Xan de Waard       | 8 novembre 1995   | 25  | 156        |
| 8      | Marloes Keetels    | 4 mai 1993        | 28  | 157        |
| 10     | Felice Albers      | 27 décembre 1999  | 21  | 10         |
| 11     | Maria Verschoor    | 22 avril 1994     | 27  | 144        |
| 12     | Lidewij Welten     | 16 juillet 1990   | 30  | 217        |
| 13     | Caia van Maasakker | 5 avril 1989      | 32  | 204        |
| 15     | Frédérique Matla   | 28 décembre 1996  | 24  | 82         |
| 18     | Pien Sanders       | 11 juin 1998      | 23  | 63         |
| 20     | Laura Nunnink      | 26 janvier 1995   | 26  | 131        |
| 21     | Lauren Stam        | 30 janvier 1994   | 27  | 97         |
| 22     | Josine Koning (GB) | 2 septembre 1995  | 25  | 78         |
| 23     | Margot van Geffen  | 23 novembre 1989  | 31  | 210        |
| 24     | Eva de Goede (C)   | 23 mars 1989      | 32  | 241        |
| 29     | Stella van Gils    | 4 août 1999       | 21  | 6          |

### Allemagne
La sélection finale a été annoncée le 27 mai 2021.
Entraîneur :  Xavier Reckinger
| Numéro | Joueur                | Date de naissance | Âge | Sélections |
| ------ | --------------------- | ----------------- | --- | ---------- |
| 2      | Kira Horn             | 12 février 1995   | 26  | 31         |
| 3      | Amelie Wortmann (C)   | 21 octobre 1996   | 24  | 58         |
| 4      | Nike Lorenz           | 12 mars 1997      | 24  | 115        |
| 5      | Selin Oruz            | 5 février 1997    | 24  | 99         |
| 8      | Anne Schröder         | 11 septembre 1994 | 26  | 141        |
| 11     | Lena Micheel          | 29 avril 1998     | 23  | 53         |
| 12     | Charlotte Stapenhorst | 15 juin 1995      | 26  | 106        |
| 16     | Sonja Zimmermann      | 15 juin 1999      | 22  | 33         |
| 17     | Pauline Heinz         | 1er mai 2001      | 20  | 13         |
| 18     | Lisa Altenburg        | 23 septembre 1989 | 31  | 127        |
| 19     | Maike Schaunig        | 13 mars 1996      | 25  | 44         |
| 20     | Julia Ciupka (GB)     | 1er novembre 1991 | 29  | 56         |
| 21     | Franzisca Hauke       | 10 septembre 1989 | 31  | 184        |
| 22     | Cecile Pieper         | 31 août 1994      | 26  | 118        |
| 24     | Pia Maertens          | 6 janvier 1999    | 22  | 37         |
| 25     | Viktoria Huse         | 24 octobre 1995   | 25  | 59         |
| 28     | Jette Fleschütz       | 23 octobre 2002   | 18  | 6          |
| 30     | Hanna Granitzki       | 31 juillet 1997   | 23  | 57         |

### Irlande
La sélection finale a été annoncée le 21 juin 2021.
Entraîneur :  Sean Dancer
| Numéro | Joueur                | Date de naissance | Âge | Sélections |
| ------ | --------------------- | ----------------- | --- | ---------- |
| 1      | Ayeisha McFerran (GB) | 10 janvier 1996   | 25  | 105        |
| 2      | Chloé Watkins         | 7 mars 1992       | 29  | 229        |
| 3      | Hannah Matthews       | 24 mars 1991      | 30  | 152        |
| 4      | Sarah Torrans         | 14 février 1999   | 22  | 26         |
| 5      | Nicola Daly           | 3 avril 1988      | 33  | 196        |
| 6      | Roisin Upton          | 1er avril 1994    | 27  | 81         |
| 7      | Hannah McLoughlin     | 2 décembre 1999   | 21  | 19         |
| 8      | Deirdre Duke          | 9 juin 1992       | 29  | 146        |
| 9      | Kathryn Mullan (C)    | 7 avril 1994      | 27  | 198        |
| 10     | Shirley McCay         | 7 juin 1988       | 33  | 311        |
| 11     | Sarah Hawkshaw        | 4 novembre 1995   | 25  | 38         |
| 12     | Elena Tice            | 16 novembre 1997  | 23  | 114        |
| 13     | Naomi Carroll         | 13 septembre 1992 | 28  | 115        |
| 14     | Lizzie Colvin         | 4 janvier 1990    | 31  | 201        |
| 15     | Sarah McAuley         | 25 septembre 2001 | 19  | 1          |
| 16     | Anna O'Flanagan       | 18 février 1990   | 31  | 212        |
| 17     | Michelle Carey        | 5 mai 1999        | 22  | 5          |
| 18     | Zara Malseed          | 11 juin 1997      | 24  | 2          |

### Inde
La sélection finale a été annoncée le 17 juin 2021.
Entraîneur :  Sjoerd Marijne
| Numéro | Joueur            | Date de naissance | Âge | Sélections |
| ------ | ----------------- | ----------------- | --- | ---------- |
| 1      | Navjot Kaur       | 7 mars 1995       | 26  | 172        |
| 2      | Gurjit Kaur       | 25 octobre 1995   | 25  | 87         |
| 3      | Deep Grace Ekka   | 3 juin 1994       | 27  | 202        |
| 4      | Monika Malik      | 5 novembre 1993   | 27  | 150        |
| 6      | Reena Khokhar     | 10 avril 1993     | 28  | 45         |
| 7      | Sharmila Devi     | 10 octobre 2001   | 19  | 9          |
| 8      | Nikki Pradhan     | 8 décembre 1993   | 27  | 104        |
| 11     | Savita Punia (GB) | 11 juillet 1990   | 30  | 202        |
| 15     | Nisha Warsi       | 9 juillet 1995    | 25  | 9          |
| 16     | Vandana Katariya  | 15 avril 1992     | 29  | 240        |
| 18     | Udita Duhan       | 14 janvier 1998   | 23  | 32         |
| 19     | Namita Toppo      | 4 juin 1995       | 26  | 165        |
| 20     | Lalremsiami       | 30 mars 2000      | 21  | 64         |
| 25     | Navneet Kaur      | 26 janvier 1996   | 25  | 79         |
| 27     | Sushila Chanu     | 25 février 1992   | 29  | 181        |
| 28     | Rani Rampal (C)   | 4 décembre 1994   | 26  | 241        |
| 30     | Salima Tete       | 27 décembre 2001  | 19  | 29         |
| 32     | Neha Goyal        | 15 novembre 1996  | 24  | 75         |

### Afrique du Sud
La sélection finale a été annoncée le 27 mai 2021.
Entraîneur :  Robin van Ginkel
| Numéro | Joueur                | Date de naissance | Âge | Sélections |
| ------ | --------------------- | ----------------- | --- | ---------- |
| 1      | Phumelela Mbande (GB) | 8 mars 1993       | 28  | 47         |
| 3      | Celia Seerane         | 18 juin 1990      | 30  | 163        |
| 4      | Nicole Walraven       | 12 décembre 1994  | 26  | 48         |
| 5      | Edith Molikoe         | 23 mai 2000       | 21  | 0          |
| 6      | Taryn Mallett         | 19 avril 1992     | 29  | 5          |
| 7      | Marizen Marais        | 17 mai 1996       | 25  | 27         |
| 8      | Kristen Paton         | 21 décembre 1996  | 24  | 33         |
| 9      | Robyn Johnson         | 7 décembre 1990   | 30  | 18         |
| 10     | Onthatile Zulu        | 14 mars 2000      | 21  | 10         |
| 13     | Lisa-Marie Deetlefs   | 8 septembre 1987  | 33  | 267        |
| 14     | Nomnikelo Veto        | 3 janvier 1997    | 24  | 18         |
| 16     | Erin Hunter (C)       | 20 mars 1992      | 29  | 59         |
| 17     | Charne Maddocks       | 10 juin 1988      | 32  | 0          |
| 19     | Lilian du Plessis     | 17 décembre 1992  | 28  | 135        |
| 22     | Lerato Mahole         | 29 décembre 1999  | 21  | 0          |
| 28     | Quanita Bobbs         | 3 septembre 1993  | 27  | 132        |
| 29     | Tarryn Glasby         | 23 janvier 1995   | 26  | 42         |
| 30     | Toni Marks            | 19 juillet 1994   | 26  | 16         |

## Groupe B

### Japon
La sélection finale a été annoncée le 7 juin 2021.
Entraîneur :  Xavi Arnau
| Numéro | Joueur            | Date de naissance | Âge | Sélections |
| ------ | ----------------- | ----------------- | --- | ---------- |
| 1      | Yu Asai           | 8 janvier 1996    | 25  | 78         |
| 3      | Kimika Hoshi      | 26 janvier 1996   | 25  | 46         |
| 6      | Emi Nishikori     | 9 janvier 1993    | 28  | 73         |
| 7      | Kana Nomura       | 23 mars 1990      | 31  | 128        |
| 8      | Yukari Mano (C)   | 4 mars 1994       | 27  | 124        |
| 9      | Yuri Nagai        | 26 mai 1992       | 29  | 179        |
| 10     | Hazuki Nagai      | 15 août 1994      | 26  | 173        |
| 11     | Shihori Oikawa    | 12 mars 1989      | 32  | 133        |
| 13     | Miki Kozuka       | 13 janvier 1996   | 25  | 65         |
| 14     | Maho Segawa       | 23 juin 1996      | 24  | 46         |
| 15     | Mai Toriyama      | 13 avril 1995     | 26  | 15         |
| 16     | Natsuha Matsumoto | 31 juillet 1995   | 25  | 43         |
| 17     | Aki Yamada        | 24 novembre 1992  | 28  | 27         |
| 18     | Aki Mitsuhashi    | 12 septembre 1989 | 31  | 137        |
| 19     | Kanon Mori        | 1er mai 1996      | 25  | 28         |
| 25     | Kaho Tanaka       | 25 octobre 1991   | 29  | 0          |
| 29     | Sakurako Omoto    | 19 mars 1998      | 23  | 31         |
| 32     | Sakiyo Asano (GB) | 26 mai 1987       | 34  | 111        |

### Australie
La sélection finale a été annoncée le 14 juin 2021.
Entraîneur :  Katrina Powell
| Numéro | Joueur               | Date de naissance | Âge | Sélections |
| ------ | -------------------- | ----------------- | --- | ---------- |
| 2      | Ambrosia Malone      | 8 janvier 1998    | 23  | 54         |
| 3      | Brooke Peris (C)     | 16 janvier 1993   | 28  | 174        |
| 4      | Amy Lawton           | 19 janvier 2002   | 19  | 17         |
| 8      | Georgia Wilson       | 20 mai 1996       | 25  | 43         |
| 10     | Maddy Fitzpatrick    | 14 décembre 1996  | 24  | 78         |
| 12     | Greta Hayes          | 17 octobre 1996   | 24  | 12         |
| 13     | Edwina Bone (C)      | 29 avril 1988     | 33  | 205        |
| 14     | Stéphanie Kershaw    | 19 avril 1995     | 26  | 67         |
| 15     | Kaitlin Nobbs        | 24 septembre 1997 | 23  | 84         |
| 18     | Jane Claxton (C)     | 26 octobre 1992   | 28  | 184        |
| 20     | Karri Somerville     | 7 avril 1999      | 22  | 5          |
| 21     | Renée Taylor         | 28 septembre 1996 | 24  | 85         |
| 22     | Kate Jenner          | 5 mai 1990        | 31  | 130        |
| 24     | Mariah Williams      | 31 mai 1995       | 26  | 86         |
| 26     | Emily Smith          | 28 juillet 1992   | 28  | 247        |
| 27     | Rachael Lynch (GB)   | 2 juillet 1986    | 34  | 225        |
| 30     | Grace Stewart        | 28 avril 1997     | 24  | 86         |
| 32     | Savannah Fitzpatrick | 4 février 1995    | 26  | 64         |

### Argentine
La sélection finale a été annoncée le 21 juin 2021.
Entraîneur :  Carlos Retegui
| Numéro | Joueur               | Date de naissance | Âge | Sélections |
| ------ | -------------------- | ----------------- | --- | ---------- |
| 1      | Belén Succi (GB)     | 16 octobre 1985   | 35  | 240        |
| 2      | Sofía Toccalino      | 20 mars 1997      | 24  | 95         |
| 3      | Agustina Gorzelany   | 11 mars 1996      | 25  | 55         |
| 4      | Valentina Raposo     | 28 janvier 2003   | 18  | 2          |
| 5      | Agostina Alonso      | 1er octobre 1995  | 25  | 89         |
| 7      | Agustina Albertarrio | 1er janvier 1993  | 28  | 168        |
| 10     | María Granatto       | 21 avril 1995     | 26  | 134        |
| 12     | Delfina Merino       | 15 octobre 1989   | 31  | 296        |
| 17     | Rocío Sánchez        | 2 août 1988       | 32  | 247        |
| 18     | Victoria Sauze       | 21 juillet 1991   | 29  | 83         |
| 21     | Victoria Granatto    | 9 avril 1991      | 30  | 26         |
| 22     | Eugenia Trinchinetti | 17 juillet 1997   | 23  | 103        |
| 23     | Micaela Retegui      | 23 avril 1996     | 25  | 40         |
| 24     | María Forcherio      | 16 février 1995   | 26  | 5          |
| 26     | Sofía Maccari        | 3 juillet 1984    | 36  | 59         |
| 27     | Noel Barrionuevo (C) | 16 mai 1984       | 37  | 337        |
| 28     | Julieta Jankunas     | 20 janvier 1999   | 22  | 102        |
| 32     | Valentina Costa      | 13 septembre 1995 | 25  | 38         |

### Nouvelle-Zélande
La sélection finale a été annoncée le 10 juin 2021.
Entraîneur :  Graham Shaw
| Numéro | Joueur               | Date de naissance | Âge | Sélections |
| ------ | -------------------- | ----------------- | --- | ---------- |
| 1      | Tarryn Davey         | 29 février 1996   | 25  | 66         |
| 2      | Olivia Shannon       | 23 mai 2001       | 20  | 29         |
| 4      | Olivia Merry         | 16 mars 1992      | 29  | 236        |
| 5      | Frances Davies       | 18 octobre 1996   | 24  | 81         |
| 6      | Hope Ralph           | 14 avril 2000     | 21  | 11         |
| 8      | Julia King           | 8 décembre 1992   | 28  | 125        |
| 12     | Ella Gunson          | 9 juillet 1989    | 31  | 224        |
| 13     | Samantha Charlton    | 7 décembre 1991   | 29  | 255        |
| 15     | Grace O'Hanlon (GB)  | 10 septembre 1992 | 28  | 63         |
| 16     | Liz Thompson         | 8 décembre 1994   | 26  | 191        |
| 17     | Stéphanie Dickins    | 9 janvier 1995    | 26  | 27         |
| 19     | Tessa Jopp           | 18 juin 1995      | 25  | 24         |
| 20     | Megan Hull           | 12 mai 1996       | 25  | 35         |
| 22     | Katie Doar           | 11 septembre 2001 | 19  | 19         |
| 24     | Rose Keddell         | 31 janvier 1994   | 27  | 211        |
| 25     | Kelsey Smith         | 11 août 1994      | 26  | 99         |
| 27     | Holly Pearson        | 7 septembre 1998  | 22  | 22         |
| 31     | Stacey Michelsen (C) | 18 février 1991   | 30  | 291        |

### Espagne
La sélection finale a été annoncée le 4 juillet 2021.
Entraîneur :  Adrian Lock
| Numéro | Joueur                   | Date de naissance | Âge | Sélections |
| ------ | ------------------------ | ----------------- | --- | ---------- |
| 1      | María Ruiz (GB)          | 18 mars 1990      | 31  | 161        |
| 2      | Laura Barrios            | 4 septembre 2000  | 20  | 5          |
| 4      | Clara Ycart              | 10 janvier 1999   | 22  | 54         |
| 7      | Carlota Petchamé         | 25 juin 1990      | 31  | 204        |
| 9      | María López              | 16 février 1990   | 31  | 198        |
| 10     | Berta Bonastre           | 3 juin 1992       | 29  | 197        |
| 12     | Carmen Cano              | 31 décembre 1992  | 28  | 81         |
| 13     | Belén Iglesias           | 6 juillet 1996    | 24  | 58         |
| 16     | Candela Mejías           | 27 janvier 1997   | 24  | 27         |
| 17     | Lola Riera               | 25 juin 1991      | 30  | 189        |
| 18     | Julia Pons               | 27 juillet 1994   | 26  | 174        |
| 19     | Begoña García            | 19 juillet 1995   | 25  | 140        |
| 20     | Xantal Giné              | 23 septembre 1992 | 28  | 157        |
| 21     | Beatriz Pérez            | 4 mai 1991        | 30  | 211        |
| 23     | Georgina Oliva (C)       | 18 juillet 1990   | 30  | 240        |
| 24     | Alejandra Torres-Quevedo | 30 septembre 1999 | 21  | 48         |
| 25     | Alicia Magaz             | 24 mai 1994       | 27  | 110        |
| 29     | Lucía Jiménez            | 8 janvier 1997    | 24  | 130        |

### Chine
La sélection finale a été annoncée le (date à confirmer).
Entraîneur :  Wang Yang
| Numéro | Joueur           | Date de naissance | Âge | Sélections |
| ------ | ---------------- | ----------------- | --- | ---------- |
| 1      | Li Dongxiao (GB) | 26 novembre 1987  | 33  | 151        |
| 2      | Gu Bingfeng      | 25 janvier 1994   | 27  | 100        |
| 5      | Li Jiaqi         | 2 juillet 1995    | 26  | 101        |
| 6      | Zhang Ying       | 29 août 1998      | 22  | 17         |
| 7      | Cui Qiuxia (C)   | 11 septembre 1990 | 30  | 182        |
| 9      | Xu Wenyu         | 6 décembre 1995   | 25  | 75         |
| 10     | Peng Yang (C)    | 17 janvier 1992   | 29  | 198        |
| 11     | Liang Meiyu      | 8 janvier 1994    | 27  | 181        |
| 13     | Li Hong          | 31 mai 1999       | 22  | 67         |
| 15     | Zhang Jinrong    | 24 mars 1997      | 24  | 129        |
| 16     | Ou Zixia         | 24 septembre 1995 | 25  | 107        |
| 19     | Zhang Xiaoxue    | 13 décembre 1992  | 28  | 154        |
| 21     | Liu Meng         | 17 décembre 1995  | 25  | 30         |
| 24     | Wang Na          | 5 août 1994       | 26  | 95         |
| 26     | Chen Yang        | 15 février 1997   | 24  | 52         |
| 28     | Luo Tiantian     | 12 juillet 1995   | 26  | 12         |
| 29     | Chen Yi          | 28 janvier 1997   | 24  | 38         |
| 31     | Zhong Jiaqi      | 23 septembre 1999 | 21  | 53         |